# Langenau (Geroldsgrün)

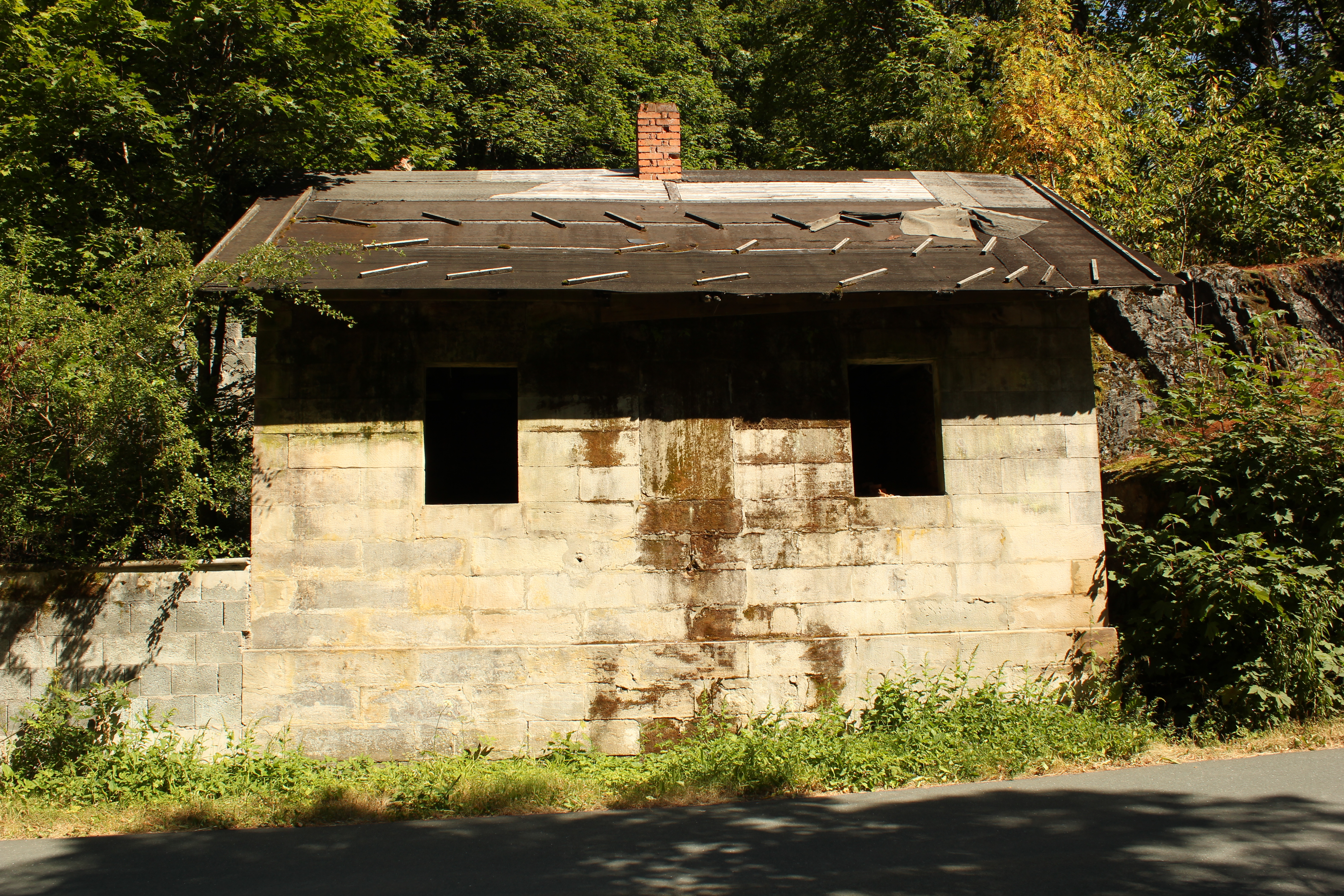
Back- und Waschhaus innerhalb des Forstgehöftes Langenau

Langenau ist ein Gemeindeteil der Gemeinde Geroldsgrün im Landkreis Hof (Oberfranken, Bayern). Langenau liegt in der Gemarkung Geroldsgrün.

## Geografie
Die Einöde liegt inmitten des Geroldsgrüner Forstes am Langenaubach, gegenüber der Max-Marien-Quelle. Nordwestlich erstreckt sich das 21 ha große Naturschutzgebiet Schmidtsberg und westlich das 38 ha große Naturschutzgebiet Buchenhänge. Eine Gemeindeverbindungsstraße führt nach Geroldsgrün zur Staatsstraße 2194 (3 km östlich) bzw. zur Staatsstraße 2207 bei Mauthaus (3,7 km westlich).

## Geschichte
Von 1797 bis 1808 unterstand der Ort dem Justiz- und Kammeramt Naila. Mit dem Gemeindeedikt wurde Langenau dem 1812 gebildeten Steuerdistrikt Geroldsgrün und der zugleich gebildeten Ruralgemeinde Geroldsgrün zugewiesen. 1819 wurde ein Sauerbrunnen bei der „langen Aue“ erwähnt.

### Baudenkmäler
- Das im Kern um 1830 errichtete Forsthaus ist ein zweigeschossiger, verschieferter Satteldachbau mit Freitreppe und Standerker. Es wurde im späten 19. Jahrhundert überformt.[7]
- Das Back- und Waschhaus stammt wohl aus der zweiten Hälfte des 19. Jahrhunderts.[7]

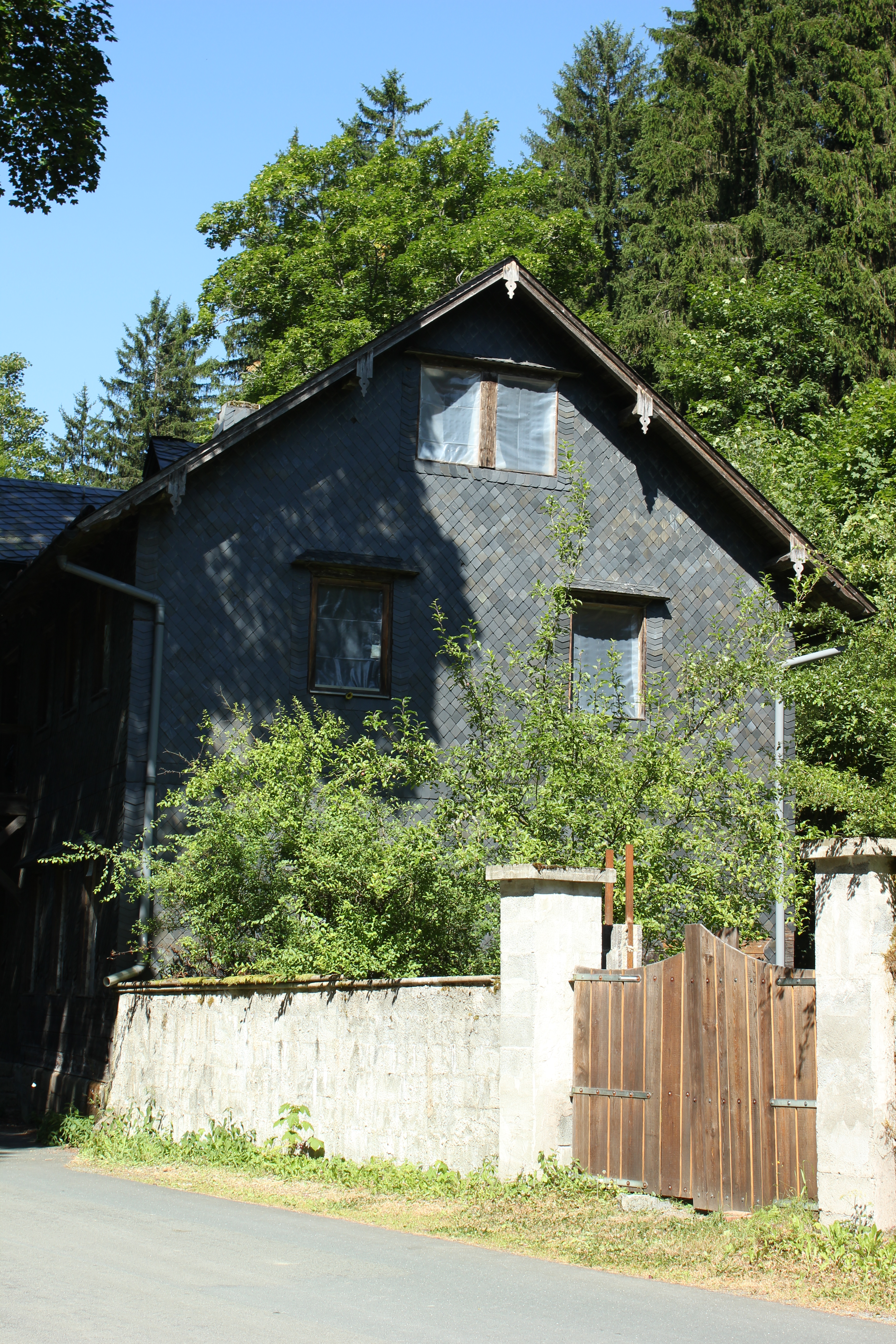
Das Forsthaus Langenau
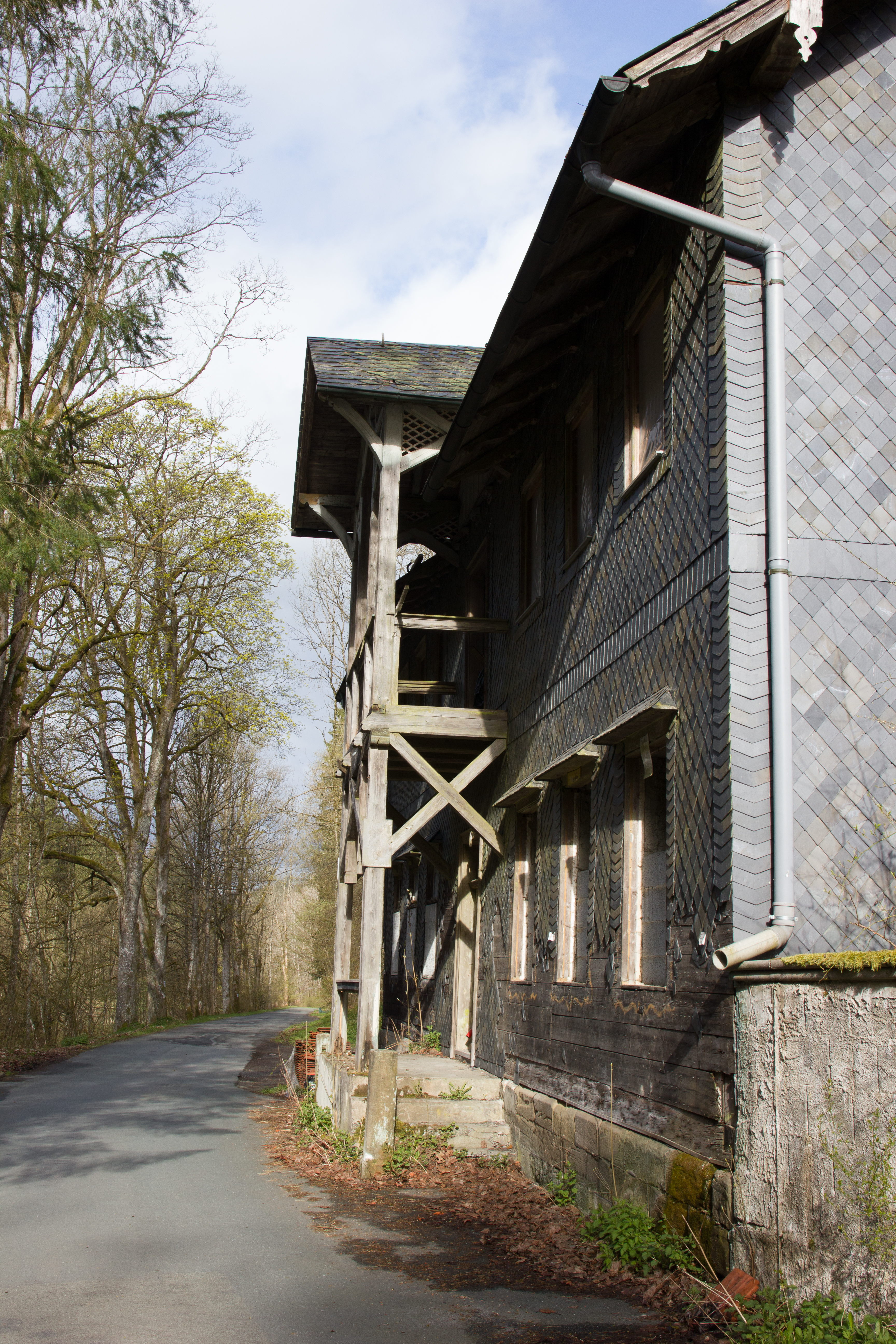
Die Frontseite des Forsthauses

### Einwohnerentwicklung
| Jahr      | 001861 | 001871 | 001885 | 001900 | 001925 | 001950 | 001961 | 001970 | 001987 |
| Einwohner | 13     | 11     | 18     | 14     | 8      | *      | 10     | 4      | 0      |
| Häuser    |        |        | 3      | 2      | 2      | 12     | 2      |        | 1      |
| Quelle    | [ 9 ]  | [ 10 ] | [ 11 ] | [ 12 ] | [ 13 ] | [ 14 ] | [ 15 ] | [ 16 ] | [ 1 ]  |

## Religion
Der Ort ist evangelisch-lutherisch geprägt und bis heute nach St. Jakob (Geroldsgrün) gepfarrt.